# Julius Brutzkus
Julius Davidovich Brutzkus o Judah Loeb Brutzkus o Joselis Bruckus (en hebreo: יהודה ליבּ בֶּן־דָּוִד ברוצקוס‎: , Yehuda Loeb ben David Brutzkus; en ruso: Юлий Давидович Бруцкус: ; 1870, Palanga, Gobernación de Curlandia – 27 de enero de 1951 en Petaj Tikva) era un historiador judío lituano, intelectual y político.
Nacido en 1870 en Palanga, Gobernación de Curlandia, Imperio ruso (que hoy día queda en Lituania). Su hermano era el economista Boris  Brutzkus. Julius estudió en Moscú en el gymnasium y en la Universidad de Moscú. Su familia, junto con miles de otras familias judías, fue expulsada de la ciudad en 1892  (ver Leyes de mayo). Logró continuar sus estudios e hizo el doctorado en 1894. Brutzkus participó en la obra bibliográfica ruso-judaica "Систематический Указатель Литературы о Евреях" (Índice Sistemático de Literatura concerniente a la Judería, "Sistematicheskiy Ukazatel Literatury o Yevreyakh"). A partir de 1895, Brutzkus escribió para el periódico ruso-judío Voskhod. En 1899 fue promovido a editor asistente del mismo.
Durante el final del siglo XIX y principios del XX, Brutzkus escribió muchos y variados artículos y libros en ruso, lituano, polaco, inglés, alemán, judeoalemán, hebreo y francés sobre la historia de los judíos en Rusia; le intrigaba particularmente la historia de los Jázaros y el temprano Kanato de los rus. También escribió numerosas obras sobre la historia económica y política de la Europa Oriental y la historia cultural de los mizrají.
En 1917 fue elegido a la Asamblea Constituyente Rusa en representación de la Lista Judía de Minsk; la Asamblea fue clausurada permanentemente por los socialistas soviéticos al cabo de un día.  En 1920 el régimen socialista le arrestó y le condenó a cinco años de prisión; al cabo de un año, escapó a Lituania.
En 1923 fue ministro para Asuntos judíos en el gobierno lituano y fue elegido al Parlamento lituano en noviembre de ese año; empero, abandonó Lituania cuando dicho país abolió la autonomía de la judería, mudándose a Berlín.
Brutzkus era un ardiente sionista y animó a los judíos a involucrarse en la política y en la autodefensa.

## Trabajos notables
- B. D. Bruckus: »Ėkonomičeskija osnovy sovremennago političeskago krizisa Rossii« [i. e. Dado ökonomischen Ursachen der gegenwärtigen politischen Krise Rußlands]. Russkij naučnyj institut RNI, Berlín, 27 de enero de 1928 (i.e. Instituto científico ruso)
- "Pershi zvistki pro Evreev n Polshchi ta na Rusi". Nankovyi Zbirnyk. 24 (1927), pp. 3@–11
- "Bukhara." Enciclopedia Judaica,  vol. 4. Berlín 1929. p. 1126.
- Der Handel der westeuropäischen Juden mit dem alten Kiev, en "Zeitschrift für dado Geschichte der Juden en Deutschland", Núm. 2-3, Berlina 1931, pp. 97@–110 en alemán
- "Di Geshikhte Diversión di Bergyiden oyf kavkaz." (Historia de los Alpinistas judíos en Dagestan, Caucasia), YIVO Estudios en Historia, vol.2. Vilna, 1937 (en Yiddish)
- "El Khazar Origen de Kiev Antiguo". Slavonic Y Revisión europea Del este, 22, 1944, pp. 108@–124